# Cote 80 French National Cemetery
Cote 80 French National Cemetery is een begraafplaats gelegen in de Franse plaats Etinehem (Somme). De militaire graven worden onderhouden door de Commonwealth War Graves Commission.
De begraafplaats telt 45 geïdentificeerde Gemenebest graven uit de Eerste Wereldoorlog.